# نايل أومياروف
نايل أومياروف (بالروسية: Наиль Ренадович Умяров)‏ هو لاعب كرة قدم روسي ولد في عام 2000، ويلعب في مركز الوسط مع نادي سبارتاك موسكو ومع منتخب روسيا تحت 21 سنة لكرة القدم.

## وصلات خارجية
نايل أومياروف على موقع قاعدة بيانات كرة القدم.إي يو (الإنجليزية)
- نايل أومياروف على موقع Soccerway.com (الإنجليزية)
- نايل أومياروف على موقع عالم كرة القدم.نت (الإنجليزية)